# I. Fülöp pfalzi választófejedelem
I. (Őszinte) Fülöp (Heidelberg, 1448. július 14. – Germersheim, 1508. február 28.) pfalzi választófejedelem 1449 és 1451 között, valamint 1476-tól haláláig.

## Élete
IV. Lajos választó fiaként született. Az édesapja halála (1449) után a kiskorú Fülöpnek nagybátyja, Frigyes lett a gyámja valamint az ország kormányzója. Frigyest 1452-ben a rendek választófejedelemmé választották azzal a feltétellel, hogy Fülöpöt örökbe fogadja és utódává teszi.
Frigyest halála után Fülöp követte a pfalzi trónon.

## Kapcsolódó szócikk
- Pfalz uralkodóinak listája

| Előző uralkodó: IV. Lajos I. Frigyes | Rajnai palotagróf 1449 – 1451 1476 – 1508 | Következő uralkodó: I. Frigyes V. Lajos |